# Kolt
Kolt är ett traditionellt plagg som använts i många kulturer. I svensk vardagsklädsel användes kolten länge som barnplagg, vilket har givit upphov till uttrycket koltålder. Kolten kan sägas vara en skjorta med vid nederdel, likt en kort klänning. 

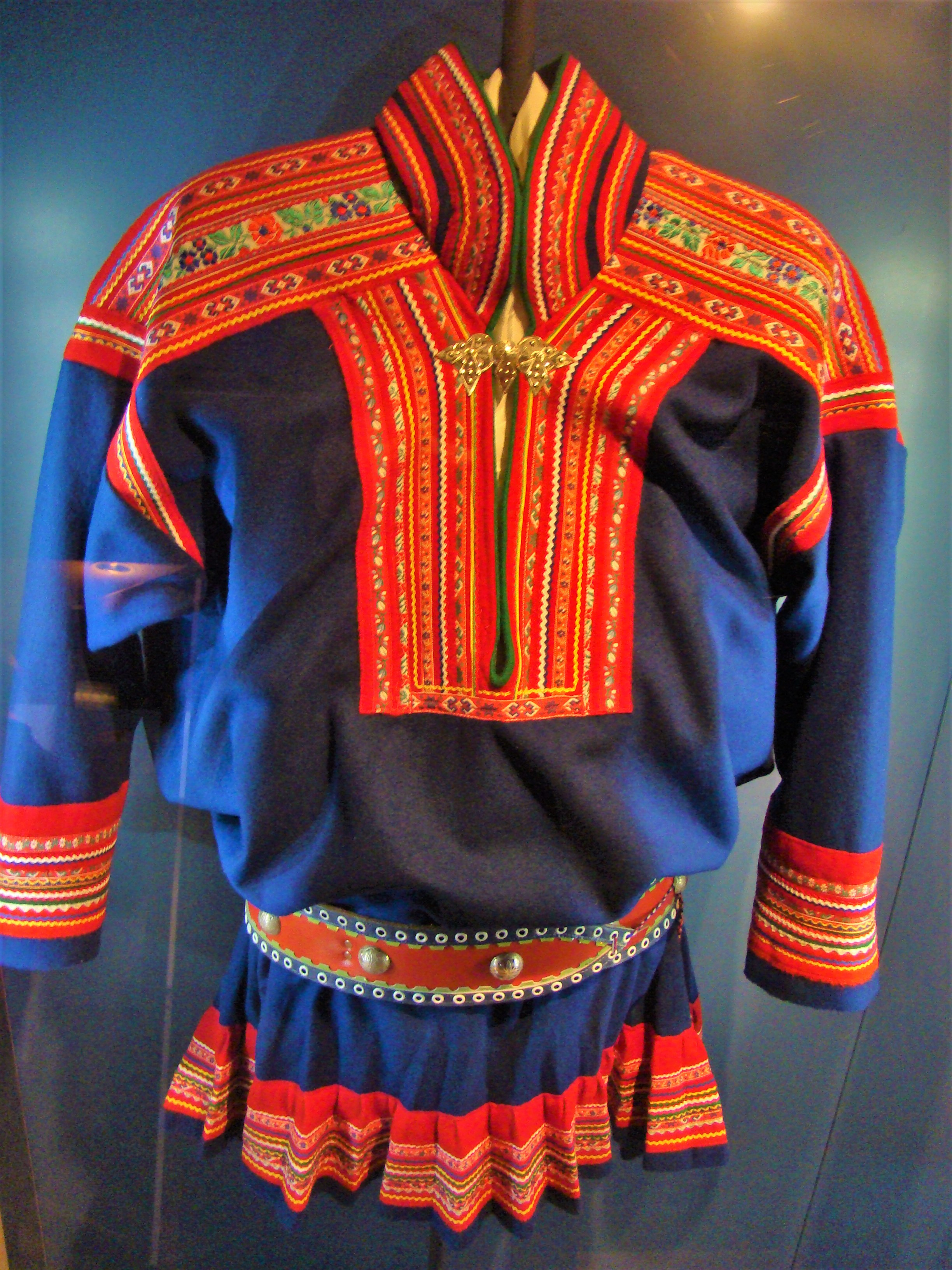
Manskolt från Kaaresuvanto, Finland

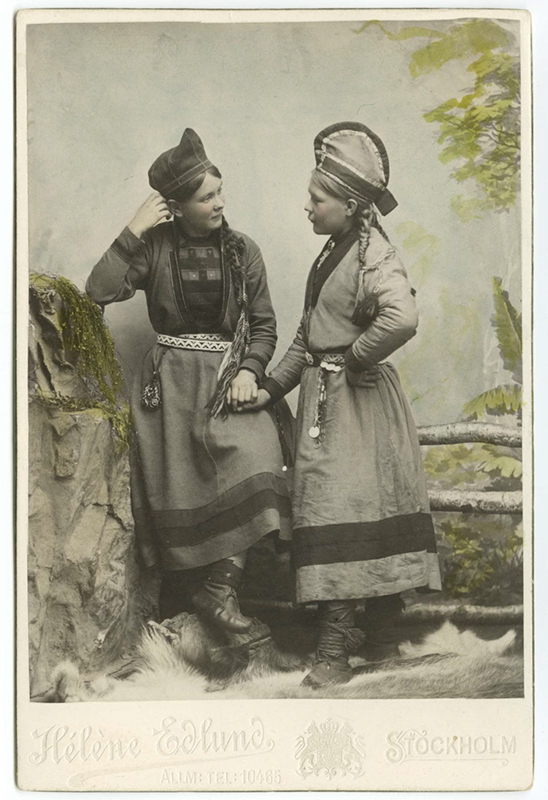
Två unga samekvinnor klädda i kolt.

## Kolten i den samiska klädedräkten
Huvudartikel: Samedräkt
Den samiska dräkten är en viktig identitetssymbol för samerna och ett högtidsplagg som används vid högtider, fester och samiska sammankomster. Idag är det få som använder den som vardagsplagg.
Den samiska traditionen innefattar i princip tre olika koltar. Nordsamiska koltar har flerdelat ryggstycke, framstycket är helt och det finns insydda kilar. De central- och sydsamiska koltarna har också flerdelat ryggstycke, men kan ha delat framstycke och insydda kilar. Dessa är sedan rikt dekorerade. På nordsamiska heter kolt gákti.
Koltarna ser olika ut, beroende på vilket område och släkt bäraren är ifrån. Dock syns det vilken släkt man tillhör bara i detaljerna. Helheten bestäms av området. Utseendet är också beroende på bärarens kön. Manskolten från finska sidan av Karesuando (se bild) är till exempel mycket annorlunda än kvinnokolten i Idre när det gäller utformning och dekoration. 
Koltar förekommer i skinn, kläde eller vadmal.